# Piotr Naszarkowski
 (mars 2023).
Si vous disposez d'ouvrages ou d'articles de référence ou si vous connaissez des sites web de qualité traitant du thème abordé ici, merci de compléter l'article en donnant les références utiles à sa vérifiabilité et en les liant à la section « Notes et références ».
Piotr Jerzy Naszarkowski est un graveur polonais installé en Suède depuis 1989. Il crée sur de nombreux supports : illustrations de livres, gravure de billets de banque et de timbres-poste.

## Biographie
Né en Pologne, il est diplômé de l'École des Beaux-Arts de Varsovie en 1980. Dès 1978, il travaille comme décorateur au Guliwer, un théâtre de marionnettes. En 1980, il entre dans les coulisses de la télévision polonaise. Il en démissionne en 1981 en même temps que nombre d'artistes pour protester contre la loi martiale instaurée après les premières manifestations du syndicat Solidarność.
Naszarkowski se présente alors à l'imprimerie de la Banque de Pologne où il est formé à la gravure sur cuivre et sur acier. Il se fait connaître avec l'Ex-libris Lucas Cranach qui est publié par une revue belge.
Son premier timbre-poste est émis en 1985. Lors de son installation en Suède en 1989, il continue ce travail de graveur et dessinateur de timbres.

## Œuvres

### Timbres-poste de Suède
- « Elvis Presley », 2 octobre 2004. Trop faible, Czesław Słania n'a pas pu terminer la gravure achevée par Naszarkowski.
- « Greta Garbo », émission conjointe avec les États-Unis, 23 septembre 2005. Les deux timbres sont les 99e et 100e timbres gravés par Naszarkowski.